# 菊池重三郎
菊池 重三郎（きくち しげさぶろう、1901年7月3日-1982年4月16日）は、日本の作家、編集者、翻訳家。「芸術新潮」初代編集長。

## 経歴
宮崎県臼杵郡北方村(現在の延岡市) で生まれる。1920年、旧制日本大学中学校（現在の日本大学第一高等学校）卒業、1925年、立教大学文学部英文科を卒業。1925年から3年間、麻布中学校の英語教師を務め、1928年渡欧し、1930年帰国。
研究社、春秋社、新潮社に勤務し、傍ら文筆活動にも努める。
新潮社では、1950年「芸術新潮」初代編集長となり、創刊から62号まで携わり、1955年退職。
晩年の島崎藤村と交流があり、1947年の木曾馬籠の藤村記念館の設立に尽している。『馬籠』を書いたほか、『チップス先生さようなら』などを訳し、1968年には、「故郷の琴」で、宮崎県文化賞を受賞。1982年4月16日に心不全のため逝去した。

## 著書・翻訳書

### 著書
- 『冬の仕度』（大地舎） 1927年
- 『欧羅巴物語』（研究社） 1931年
- 『霧と光の消息 続欧羅巴物語』（春秋社） 1934年
- 『馬籠 藤村先生のふるさと』（東京出版） 1946年
- 『世界探検物語』（豊島与志雄と共著、新潮社） 1948年
- 『英吉利乙女』（暮しの手帖社） 1951
- 『鸚鵡の宿』（新潮社） 1955年
- 『ヤコブの梯子』（河出書房） 1956年
- 『天国のふもと』（新潮社） 1959年
- 『木曽路の旅 自然と人と』（秋元書房） 1962年
- 『閉じられた都ラサ / 南極のスコット』 (国土社、ジュニア版 世界の名作) 1965年
- 『故郷の琴』（三彩社） 1968年
- 『空から来たカルテロ』（三彩社） 1969年
- 『木曽妻籠』（東京新聞出版局） 1972年

### 翻訳書
- 『沙翁物語 / ワグネル物語』（メアリー・ラム / マツクスパデン、改造社） 1930年
- 『少年探偵エミール』（エーリッヒ・ケストナー、中央公論社） 1934年
- 『繪で説いた生物の謎』（トマス・ジェームス・ローランド、新潮社） 1939年
- 『バンビの歌』（フェーリクス・ザルテン、主婦之友社 、世界名作家庭文庫） 1940年
- 『それでも地球は動く』第1 - 3部（ハルサーニ・ジョルト、新潮社） 1942 - 1944年
- 『チップス先生さようなら』（ジェームズ・ヒルトン、新潮社） 1952年
- 『浮浪者の静かな物語』（ウィリアム・ヘンリー・デイヴィーズ、新潮社） 1956年
- 『みんなこうして生きている』 （トマス・ジェームス・ローランド、小山書店新社） 1959年
- 『コロンブスの航海日記』（冨山房） 1961年
- 『アラバマ物語』（ハーパー・リー、暮しの手帖社） 1964年